# Seznam chráněných území v okrese Skalica
Toto je seznam chráněných území v okrese Skalica aktuální k roku 2015, ve kterém jsou uvedena chráněná území v oblasti okresu Skalica.
| Kód  | Obrázek                 | Typ | Název                   | Rozloha (ha) | Galerie Commons                            | Popis území | Souřadnice                       |
| ---- | ----------------------- | --- | ----------------------- | ------------ | ------------------------------------------ | --- | -------------------------------- |
| 895  |                         | CHA | Búdkovianske rybníky    | 14,0744      |                                            | |                                  |
| 882  |                         | PP  | Chropovská strž         | 47,6631      |                                            | |                                  |
| 775  | Chvojnica               | PP  | Chvojnica               | 31,6515      | Kategorie „Chvojnica“ na Wikimedia Commons | | 48°46′42″ s. š., 17°22′42″ v. d. |
| 55   |                         | PP  | Ivanské rameno          | 3,0800       |                                            | |                                  |
| 73   |                         | PP  | Kátovské rameno         | 6,0500       |                                            | Předmětem ochrany jsou poslední zbytky mrtvých ramen řeky Moravy v jižní části Dolnomoravského úvalu s výskytem chráněných a ohrožených druhů fauny a flóry, navázaných na vodný a močálový biotop. |                                  |
| 791  |                         | PP  | Raková                  | 8,6045       |                                            | |                                  |
| 1000 |                         | PR  | Šmatlavé uhlisko        | 8,4400       |                                            | |                                  |
| 111  |                         | CHA | Štepnické rameno        | 2,1362       |                                            | |                                  |
| 187  |                         | PR  | Veterník                | 18,4586      |                                            | |                                  |
| 1001 | Vodná nádrž Petrova Ves | CHA | Vodná nádrž Petrova Ves | 34,8036      |                                            | | 48°44′3″ s. š., 17°9′1″ v. d.    |